# Браун (округ, Південна Дакота)
Шаблон:StateAbbr_ 45°36′ пн. ш. 98°21′ зх. д. / 45.6° пн. ш. 98.35° зх. д.
Округ Браун (англ. Brown County) — округ (графство) у штаті Південна Дакота, США. Столиця — Абердин. Ідентифікатор округу 46013.

## Історія
Округ утворений 1881 року.

## Демографія
За даними перепису
2000 року
загальне населення округу становило 35460 осіб, зокрема міського населення було 24872, а сільського — 10588.
Серед мешканців округу чоловіків було 17117, а жінок — 18343. В окрузі було 14638 домогосподарств, 9322 родин, які мешкали в 15861 будинках. Середній розмір родини становив 2,91.
Віковий розподіл населення поданий у таблиці:
| Стать    | До 15 років | 15-21 | 22-29 | 30-39 | 40-49 | 50-65 | 65-85 | Понад 85 |
| -------- | ----------- | ----- | ----- | ----- | ----- | ----- | ----- | -------- |
| Чоловіки | 3493        | 2035  | 1800  | 2319  | 2554  | 2603  | 2059  | 254      |
| Жінки    | 3331        | 2125  | 1796  | 2310  | 2683  | 2667  | 2808  | 623      |

## Суміжні округи
- Дікі, Північна Дакота — північ
- Сарджент, Північна Дакота — північний схід
- Маршалл — схід
- Дей — південний схід
- Спінк — південь
- Фок — південний захід
- Едмундс — південний захід
- Макферсон — північний захід

## Виноски
1. ↑  US Decennial Census. US Census Bureau. Архів оригіналу за 26 квітня 2015. Процитовано 22 березня 2015.
2. ↑  Historical Census Browser. University of Virginia Library. Архів оригіналу за 11 серпня 2012. Процитовано 22 березня 2015.
3. ↑  Forstall, Richard L., ред. (27 березня 1995). Population of Counties by Decennial Census: 1900 to 1990. US Census Bureau. Архів оригіналу за 28 грудня 2008. Процитовано 22 березня 2015.
4. ↑  Census 2000 PHC-T-4. Ranking Tables for Counties: 1990 and 2000 (PDF). US Census Bureau. 2 квітня 2001. Архів оригіналу (PDF) за 18 грудня 2014. Процитовано 22 березня 2015.
5. ↑  State & County QuickFacts. Бюро перепису населення США. Архів оригіналу за 7 липня 2011. Процитовано 26 листопада 2013.(англ.) Наведено за англійською вікіпедією.
6. ↑  American FactFinder. Бюро перепису населення США. Архів оригіналу за 26 лютого 2012. Процитовано 31 січня 2008. [Архівовано 2008-05-21 у Wayback Machine.]

| США | Це незавершена стаття з географії США. Ви можете допомогти проєкту, виправивши або дописавши її. |